# Третья молодость (фильм, 1965)
«Третья молодость» (фр. La Nuit des adieux — «Ночь прощания») — художественный фильм советско-французского производства 1965 года. Экранизация романа Пьера Жильбера.

## Сюжет
Париж, середина XIX века. Молодой Мариус Петипа собирается в дальнюю дорогу, в Петербург, куда он приглашен в амплуа первого танцовщика. Он не ведает, что жизнь его сложится и счастливо, и драматично, что его творчество составит славу и гордость русского балета.

## В ролях
- Жиль Сегаль — Мариус Петипа
- Олег Стриженов — Пётр Чайковский
- Наталья Величко — Машенька Суровщикова
- Николай Черкасов — Александр Гедеонов, директор императорских театров (озвучил Владимир Татосов)
- Марианна Стриженова — жена Гедеонова
- Николай Трофимов — Петров, работник театра
- Геннадий Нилов — Лев Иванов, артист балета, балетмейстер
- Алла Ларионова — Любовь Леонидовна
- Владислав Стржельчик — Николай I
- Елена Соколова — Катенька
- Татьяна Пилецкая — педагог
- Михаил Васильев — швейцар
- Жак Ферье — Антон Минх, главный дирижёр
- Пьер Бертен — отец Мариуса Петипа
- Вивьен Госсе — мать Мариуса Петипа
- Жан Убе — Антуан
- Александр Риньо — Бигорне, друг дома Петипа
- Владимир Емельянов — Иван Всеволжский, театральный деятель
- Лилия Гурова
- Николай Кузьмин — извозчик
- Сергей Полежаев — офицер
- Станислав Фесюнов — священник
- Виолетта Хуснулова — Маша, дочь Мариуса Петипа и Машеньки Суровщиковой
- Роза Свердлова — костюмерша Андря

## Съёмочная группа
- Авторы сценария: Поль Андреотта, Александр Галич
- Режиссёр: Жан Древиль
- Оператор: Константин Рыжов
- Художник: Исаак Каплан
- Композиторы: Надежда Симонян, Юрий Прокофьев

## Технические данные
- Оригинальный негатив фильма снят по отечественной широкоформатной системе НИКФИ.
- Прокатные фильмокопии печатались контактным способом в оригинальном формате, и оптическим способом в широкоэкранном варианте.
- Премьера:
  - 16 ноября 1965 (Париж, Франция)
  - 4 января 1966 (Москва, СССР)